# 이종은 (1885년)
이종은(李鍾殷, 일본식 이름: 芝村鍾殷시바무라 쇼인, 1885년 3월 23일 ~ 1967년 4월 21일)은 대한제국과 일제강점기의 관료로, 본관은 전의이며 본적은 강원도 홍천군 화촌면이다.

## 생애
1905년 7월 22일 탁지부 주사로 임명되었으며 1908년 전주 재무감독국에서 재무감독국 주사로 근무했다. 1909년 3월 3일 문관고등전형위원회 시험에 합격했고 1909년 3월 15일 함경남도 함흥재무서장에 임명되었다. 함경남도 단천군수(1911년 8월 28일 임명), 함경남도 영흥군수(1912년 10월 2일 임명), 함경남도 이원군수(1915년 5월 15일 임명), 평안북도 초산군수(1917년 2월 5일 임명), 평안북도 지방토지조사위원회 임시위원(1917년 10월 20일 ~ 1918년), 평안북도 정주군수(1921년 3월 11일), 평안북도 강계군수(1924년 10월 4일), 평안북도 선천군수(1930년 2월 28일 임명)를 역임했으며 1912년 8월 1일 일본 정부로부터 한국 병합 기념장을 받았다.
1920년 5월 15일 평안북도 초산군수 자격으로 내지시찰단에 참여했으며 1922년 5월 31일 일본 정부로부터 훈6등 서보장, 1928년 8월 29일 쇼와 대례 기념장을 받았다. 1929년 6월 4일 조선총독부 및 소속관서직원 조선어장려시험 임시위원, 조선지방대우직원 조선어장려시험 임시위원으로 임명되었고 1932년 2월 13일부터 1938년 1월 10일까지 전라북도 참여관을 역임했다.
평안북도 정주군수로 재직 중이던 1922년 3월 잡지 《조선》에 조선총독부의 내선융화 교육 방침을 선전하는 글을 기고했고 전라북도 참여관으로 재직 중이던 1936년 1월 조선총독부 기관지 《매일신보》에 심전 개발에 주력하여 물질 진흥과 심적 교화를 이끌어낼 것을 주장하는 글을 기고하는 등 조선총독부의 시정 방침을 적극 선전했다.
1934년 8월 4일 일본 정부로부터 훈4등 서보장을 받았으며 1937년 12월 28일 고등관 2등에 서위되었다. 1938년 1월 11일부터 1941년 5월 21일까지 동양척식주식회사 감사를 역임했고 1941년 조선임전보국단 발기인과 평의원, 1942년 국민총력조선연맹 평의원을 역임했다. 광복 이후인 1949년 6월 11일 반민족행위특별조사위원회에 체포되기도 했으며 슬하에 5남 2녀를 두었다.
친일파 708인 명단의 도 참여관 부문, 민족문제연구소의 친일인명사전 수록자 명단의 관료 부문, 친일반민족행위진상규명위원회가 발표한 친일반민족행위 705인 명단에 포함되었다.

## 참고 자료
- 친일반민족행위진상규명위원회 (2009). 〈이종은〉. 《친일반민족행위진상규명 보고서 Ⅳ-14》. 서울. 256~268쪽.